# Garcinia dulcis
Garcinia dulcis är en tvåhjärtbladig växtart som först beskrevs av William Roxburgh, och fick sitt nu gällande namn av Wilhelm Sulpiz Kurz. Garcinia dulcis ingår i släktet Garcinia och familjen Clusiaceae. Inga underarter finns listade i Catalogue of Life.

## Bildgalleri

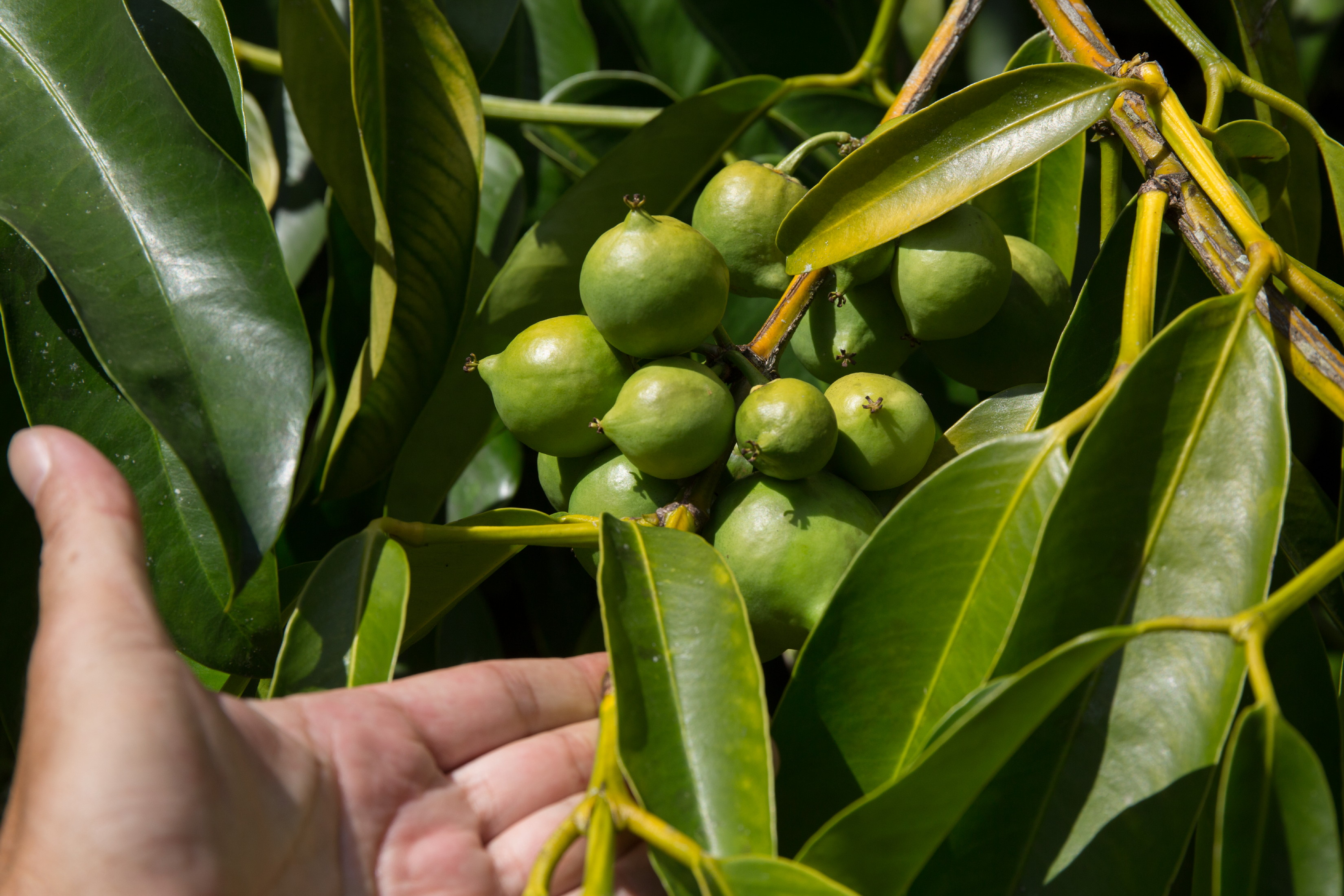
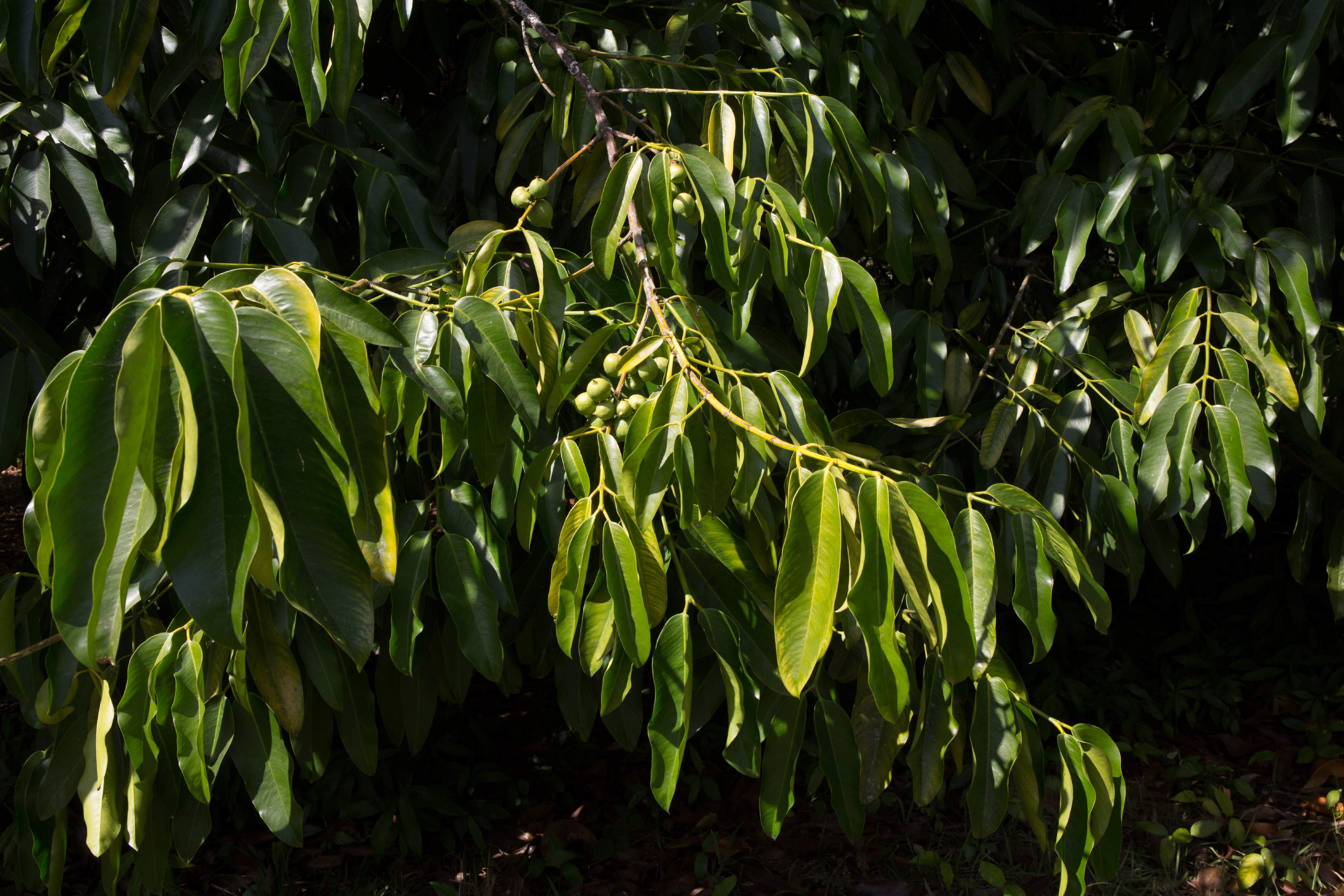
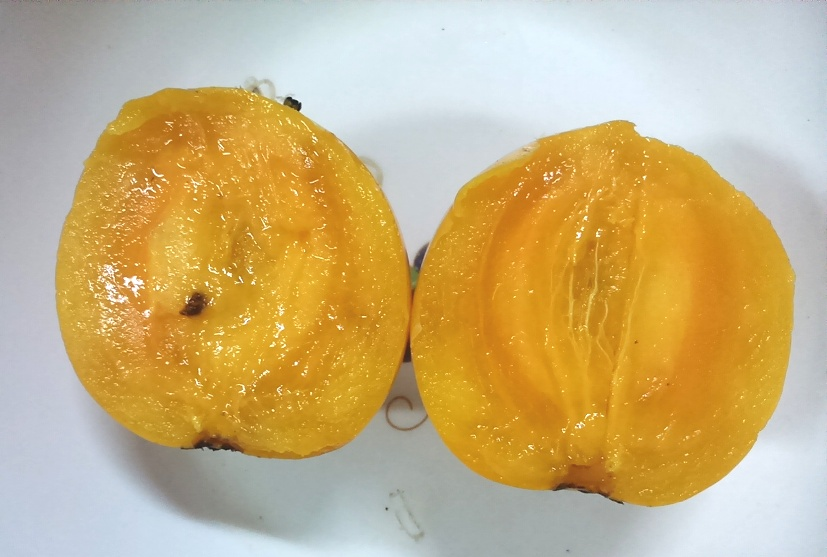